# Cyclopenta(cd)pyren
Cyclopenta[cd]pyren ist eine chemische Verbindung aus der Gruppe der polycyclischen aromatischen Kohlenwasserstoffe (PAK) und Pyrene.

## Vorkommen
Cyclopenta[cd]pyren kommt in einer Vielzahl von Rußarten und im Zigarettenrauch vor und ist der wichtigste Vertreter der PAK in den Abgasen von Automotoren.

## Gewinnung und Darstellung
Cyclopenta[cd]pyren kann durch eine mehrstufige Synthese aus 1,2,3,6,7,8,11,12-Octahydrobenzo[e]pyren-9(10H)-on  oder 1,2,3,6,7,8-Hexahydropyren gewonnen werden.

## Eigenschaften
Cyclopenta[cd]pyren ist ein oranger Feststoff, welcher für Mäuse krebserregend und ein starkes bakterielles Mutagen ist.

## Regulierung
Über den Safe Drinking Water and Toxic Enforcement Act of 1986 besteht in Kalifornien seit dem 29. April 2011 eine Kennzeichnungspflicht für Produkte, die Cyclopenta[cd]pyren enthalten.